# 新井三之助
新井 三之助（あらい さんのすけ、生没年不詳）とは明治時代の東京の地本問屋である。

## 来歴
姓は新井または荒井と称す。明治期に東京府京橋区築地小田原町2丁目12番地において地本問屋を営業している。2代目歌川国輝、3代目歌川広重、永島孟斎の錦絵を出版している。

## 作品
- 2代目歌川国輝 「築地万国亭繁栄」 大判3枚続 明治2年（1869年）
- 3代目歌川広重 「築地海軍省於操練場ニ風船御試之図」 大判3枚続 明治10年（1877年）
- 永島孟斎 「鹿児島新聞 八代口大戦争」 大判3枚続 明治10年